# Episodi di Murder One (prima stagione)
La prima stagione della serie televisiva Murder One è stata trasmessa in anteprima negli Stati Uniti d'America dalla ABC tra il 19 settembre 1995 e il 23 aprile 1996.
| nº | Titolo originale     | Titolo italiano | Prima TV USA      | Prima TV Italia |
| -- | -------------------- | --------------- | ----------------- | --------------- |
| 1  | Chapter One          |                 | 19 settembre 1995 |                 |
| 2  | Chapter Two          |                 | 26 settembre 1995 |                 |
| 3  | Chapter Three        |                 | 3 ottobre 1995    |                 |
| 4  | Chapter Four         |                 | 12 ottobre 1995   |                 |
| 5  | Chapter Five         |                 | 19 ottobre 1995   |                 |
| 6  | Chapter Six          |                 | 2 novembre 1995   |                 |
| 7  | Chapter Seven        |                 | 9 novembre 1995   |                 |
| 8  | Chapter Eight        |                 | 16 novembre 1995  |                 |
| 9  | Chapter Nine         |                 | 31 dicembre 1995  |                 |
| 10 | Chapter Ten          |                 | 8 gennaio 1996    |                 |
| 11 | Chapter Eleven       |                 | 15 gennaio 1996   |                 |
| 12 | Chapter Twelve       |                 | 22 gennaio 1996   |                 |
| 13 | Chapter Thirteen     |                 | 5 febbraio 1996   |                 |
| 14 | Chapter Fourteen     |                 | 12 febbraio 1996  |                 |
| 15 | Chapter Fifteen      |                 | 19 febbraio 1996  |                 |
| 16 | Chapter Sixteen      |                 | 4 marzo 1996      |                 |
| 17 | Chapter Seventeen    |                 | 11 marzo 1996     |                 |
| 18 | Chapter Eighteen     |                 | 18 marzo 1996     |                 |
| 19 | Chapter Nineteen     |                 | 1º aprile 1996    |                 |
| 20 | Chapter Twenty       |                 | 8 aprile 1996     |                 |
| 21 | Chapter Twenty-One   |                 | 22 aprile 1996    |                 |
| 22 | Chapter Twenty-Two   |                 | 22 aprile 1996    |                 |
| 23 | Chapter Twenty-Three |                 | 23 aprile 1996    |                 |